# .458 Winchester Magnum

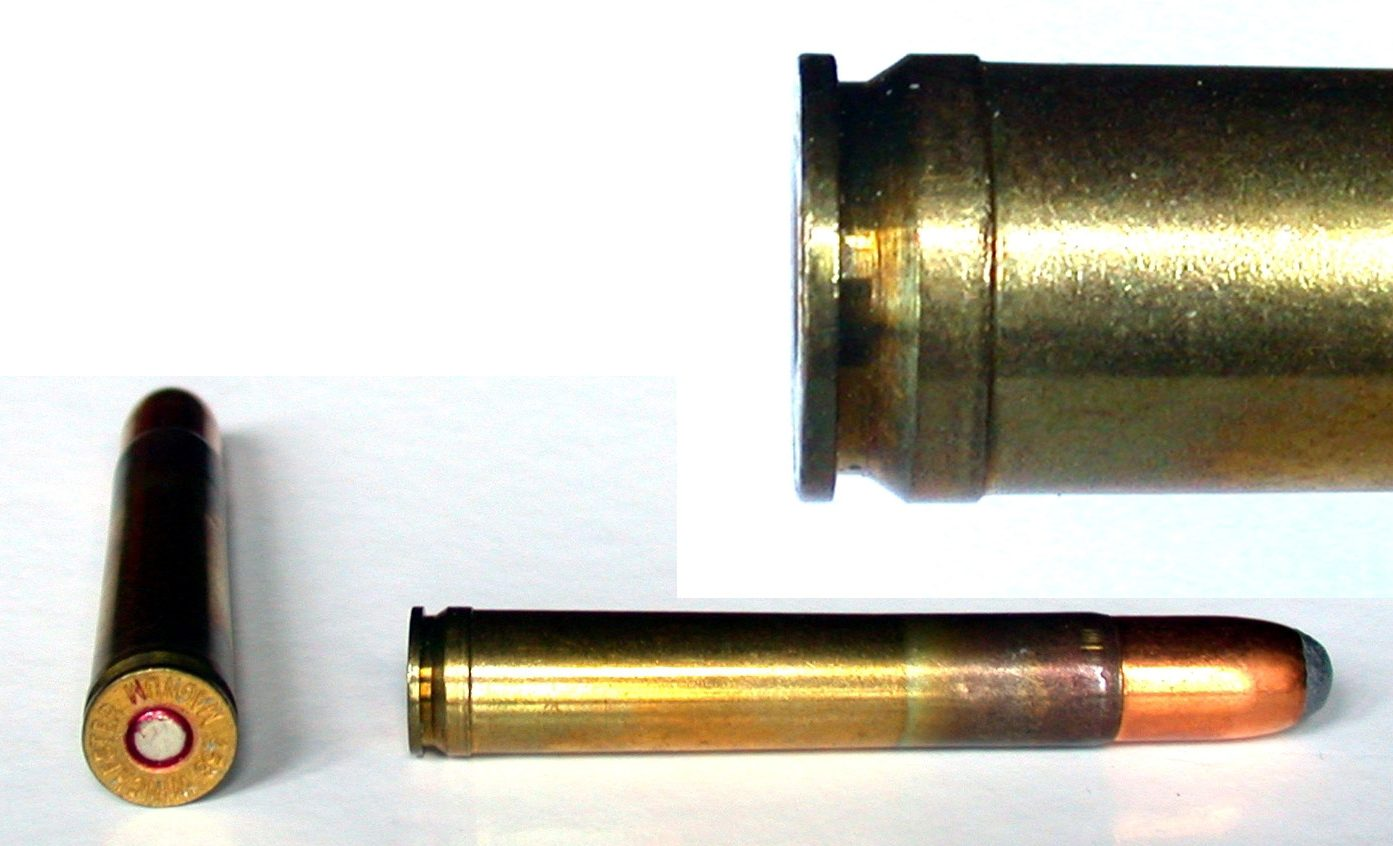
Detalhes do cartucho .458 Winchester Magnum.

O .458 Winchester Magnum é um cartucho de fogo central magnum, para rifle cinturado em forma de cone estreito, voltado para caça dos "Big Five", que foi introduzido comercialmente pela Winchester Repeating Arms Company em 1956, tendo sido o primeiro cartucho a ser utlizado no Winchester Model 70 "African".

## Dimensões

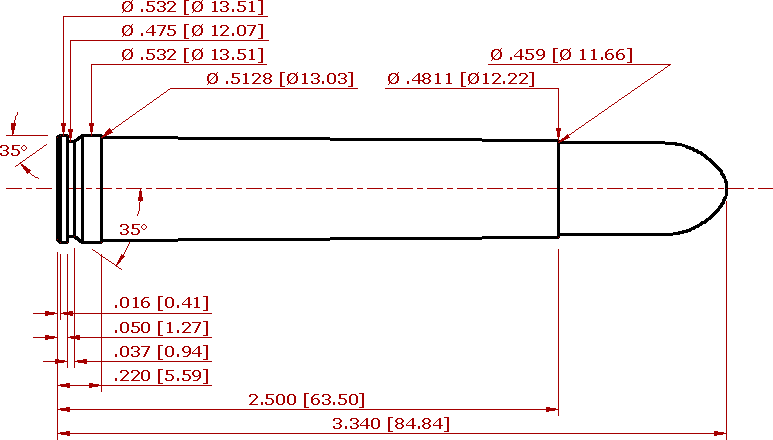

## Visão geral
O .458 Winchester Magnum foi projetado para competir com os cartuchos .450 Nitro Express e .470 Nitro Express usados em rifles duplos britanicos  de grande porte. O .458 Winchester Magnum continua sendo um dos cartuchos voltados para caça silvestre mais populares, e opções no .458 são oferecidas pela maioria dos principais fabricantes de munições.